# Terry Winograd
Pour les articles homonymes, voir Winograd.
Terry Winograd (né le 24 février 1946) est un professeur d'informatique à l'Université Stanford. Il est connu dans les domaines de la philosophie de l'esprit et de l'intelligence artificielle pour ses travaux sur le langage naturel, concrétisés par le programme SHRDLU.

## Œuvres
(en) Language as a Cognitive Process, Reading, Massachusetts, Addison-Wesley, 1983